# Castilblanco (Ávila)
Castilblanco es una localidad perteneciente al municipio de Muñogrande, en la provincia de Ávila, comunidad autónoma de Castilla y León, España. En 2018 contaba con 36 habitantes.

## Historia
Hacia mediados del siglo XIX, el lugar, perteneciente ya por entonces a Muñogrande, tenía contabilizada una población de 45 habitantes. La localidad aparece descrita en el sexto volumen del Diccionario geográfico-estadístico-histórico de España y sus posesiones de Ultramar de Pascual Madoz de la siguiente manera:

CASTILBLANCO: l. de la prov., part. jud. y dióc. de Avila (5 leg.), aud. terr. de Madrid (21), c. g. de Castilla la Vieja (Valladolid 19), ayunt. de Muñogrande (3/4): sit. en la falda de un cerro llamado de San Miguel, le combaten todos los vientos y su clima es sano: tiene 17 casas bajas, pequeñas y de mala distribucion interior, distribuidas entres calles sin empedrar, un pozo de agua potable que utilizan los vec. para sus usos: 7 mas en diferentes casas para el de los ganados, y una igl. parr. (la Asuncion de Ntra. Sra.) aneja de la de Muñogrande, cuyo párroco la sirve; el cementerio se halla en parage que no ofende la salud pública. El térm. se estiende 3/8 de leg. de N. á S., 1/2 de E. á O. y 7/4 de circunferencia, y confina N. Muñogrande; E. Sigeres, y S. y O. Parral (part. de Piedrahita), se compone de 1,370 obradas de tierra de 4000 estadales de 15 cuartas castellanas cada uno. El terreno es flojo y de secano, produciendo próximamente en la proporcion de 8 por 1; se cultivan 100 obradas de primera calidad, 200 de segunda y 865 de tercera, unas y otras quedan un año de descanso, hay ademas 50 en obradas de prados de particulares de segunda calidad y 200 id. de egidos, y tierra posia que disfruta el comun con sus ganados. caminos: veredas que dirigen á los pueblos limítrofes y la carretera ó calzada de Peñaranda á la capital; esta en un malísimo estado y aquellas regular: el correo se recibe de Avila. prod.: trigo, cebada, centeno, algarrobas, garbanzos y pastos, la mayor cosecha trigo, mantiene ganado lanar, vacuno, mular y de cerda; cria caza de liebres, perdices y lobos. ind.: agricultura. comercio esportacion de los frutos sobrantes para los mercados de Avila y Peñaranda, importacion de los artículos de vestir de que carece el pueblo. pobl.: 12 vec., 45 alm. cap. prod.: 188,000 rs. imp.: 7,520. ind. y fabril 1,250. contr. 1,545 rs. 13 mrs.
(Madoz, 1847, p. 170)